# Gibson Nyandoro
Gibson Nyandoro, né en 1954 ou 1955 et mort en 2008, était un dissident politique et ancien soldat zimbabwéen, assassiné par l'armée de son pays en mai 2008, d'après le journal britannique The Guardian.
Nyandoro était à l'origine un partisan de Robert Mugabe et du ZANU-PF. Vétéran de la guerre d'indépendance, il prit part à l'expropriation des fermiers blancs.
Quelques jours avant les élections de mars 2008, il participa à une manifestation en faveur du principal parti d'opposition, le Mouvement pour le changement démocratique, et s'entretint avec un journaliste du Guardian. Le 2 mai, il fut arrêté à Epworth, près de Harare, et, selon le Guardian, torturé à mort dans une caserne militaire.

## Source
- (en) « Murdered : the war veteran who stood up to Mugabe », Tracy McVeigh, The Guardian, 18 mai 2008